# Brisants humains
Pour plus de détails, voir Fiche technique et Distribution.
Brisants humains (Away All Boats) est un film dramatique américain réalisé par Joseph Pevney, avec Jeff Chandler et George Nader, qui est sorti en 1956 aux États-Unis.

## Synopsis
C'est l'histoire de l'USS « Belinda », lancé en 1943 avec le commandant Hawks et le capitaine MacDougall, comme commandants de bord. Malgré des mésententes, les deux parviennent à réaliser leur voyage d'essai, et partent enfin au combat. Malgré une incompétence qui tend à s'améliorer, l'équipe demeure loin d'être parfaite quand ils passent à l'action en envoyant leurs Marines sur la tête de pont.

## Fiche technique
- Titre français et québécois : Brisants humains
- Titre original : Away All Boats
- Réalisation : Joseph Pevney
- Scénario : Ted Sherdeman, d'après le roman de Kenneth M. Dodson
- Directeur de la photographie : William H. Daniels
- Composition : Frank Skinner
- Direction artistique : Alexander Golitzen et Richard H. Riedel
- Décors : Oliver Emert et Russell A. Gausman
- Montage : Ted J. Kent
- Producteur : Howard Christie
- Société de production : Universal International Pictures
- Société de distribution : Universal Pictures
- Genre : Film dramatique
- Durée : 114 minutes
- Date de sortie : 1956
- Pays de production :  États-Unis
- Langue originale : Anglais

## Distribution
- Jeff Chandler (VF : René Arrieu) : Cpt Hawks
- George Nader (VF : Bernard Noël) : Lt Dave MacDougall
- Lex Barker : Cdt Quigley
- Julie Adams (VF : Thérèse Rigaut) : Nadine MacDougall
- Keith Andes (VF : Michel Gudin) : Dr Bell
- Richard Boone (VF : Claude Bertrand) : Lt Fraser
- William Reynolds (VF : Jacques Degor) : Lt Kruger
- Charles McGraw (VF : Jacques Marin) : Lt Mike O'Bannion
- Jock Mahoney (VF : Jean Clarieux) : Alvick
- John McIntire : le narrateur
- Frank Faylen (VF : Jean Daurand) : Chef Phillip P. « Pappy » Moran
- Clint Eastwood : le médecin de bord
- James Westerfield (VF : Jean Violette) : Chef « Boots » Torgeson
- Don Keefer (VF : Jean-Louis Jemma) : Lt Twitchell
- Kendall Clark (VF : Jacques Thébault) : Cpt Jackson
- George Dunn : Hubert
- Charles Horvath : Boski
- Jarl Victor (VF : Pierre Leproux) : « Swacktime » Riley
- Arthur Space : Dr Flynn
- Parley Baer (VF : Jean-Henri Chambois) : Dr Gates
- Hal Baylor (VF : Marcel Lestan) : Hughes, l'aumônier
- Sam Gilman (VF : Raymond Loyer) : Lt Jim Randall
- Mickey Kuhn (non crédité) : un marin

## Autour du film
Clint Eastwood apparaît dans le film. C'est le début de sa carrière et il ne maîtrise pas réellement, encore, sa voix. Aussi, il s'est fait doubler.